# Naomi Luyet
Naomi Luyet (* 19. Dezember 2005 in Savièse) ist eine Schweizer Fussballspielerin. Sie spielt für die TSG 1899 Hoffenheim und gehört zum Kader der Schweizer Nationalmannschaft.

## Karriere

### Verein
Luyet begann im Alter von acht Jahren auf Klubebene Fussball zu spielen. Sie folgte dabei ihrem älteren Bruder und stieg auf E-Junioren-Stufe beim FC Savièse in einer Knabenmannschaft ein. Schon bald wechselte sie zum FC Sion und spielte dort in den verschiedenen Knabenmannschaften. Sie spielte zunächst im Sturm, dann im Mittelfeld und schliesslich sogar in der Innenverteidigung, ehe sie wieder im Angriff eingesetzt wurde. Von 2018 bis 2021 besuchte sie die Football Academy des Schweizerischen Fussballverbands in Biel, gemeinsam mit Iman Beney, mit der sie auch beim FC Sion zusammengespielt hatte. Beide wechselten 2021 zu den U-17-Juniorinnen der YB Frauen. Am 7. Mai 2022 kam Luyet zu ihrem ersten Einsatz in der ersten Mannschaft des Vereins. Im Playoff-Viertelfinal gegen den FC Zürich Frauen wurde sie in der 68. Minute eingewechselt. Auch in der folgenden Saison kam sie während der Playoff-Viertelfinal-Partien zu zwei Teileinsätzen. Ab der Saison 2023/24 gehörte sie zum Kader der ersten Mannschaft. Sie wurde zu einer wichtigen Figur im Angriffsspiel der Bernerinnen. In der Qualifikation schoss sie in 15 Spielen 8 Tore. Auch in den vier Playoff-Partien kam sie zum Einsatz und traf einmal. In dieser Saison erreichten die YB Frauen den Cupfinal, den sie mit 2:3 gegen Servette FC Chênois Féminin verloren. Luyet schoss dabei beide Tore für die Bernerinnen und stellte eine «konstante Gefahr» für die Gegnerinnen dar. Im Januar 2025 wurde sie zur Women′s Super League Player 2024 und zugleich als beste junge Spielerin ausgezeichnet. Zu Beginn der Saison 2024/25 hatte sie in 11 Spielen 8 Tore erzielt. Im November 2024 zog sie sich eine Beckenverletzung zu und konnte danach während eines halben Jahres nicht mehr spielen. Ihr Comeback gab sie erst im letzten Spiel der Saison, dem Playoff-Final. Sie wurde nach 60 Minuten eingewechselt, als YB im Spiel mit 0:1 und insgesamt mit 0:2 zurücklag. Nur wenige Minuten nach ihrer Einwechslung schoss YB zwei Tore, an denen sie entscheidend beteiligt war. YB gewann schliesslich im Penaltyschiessen, in dem Luyet ebenfalls traf, und wurde Schweizer Meister. Obwohl sie nur einen Teil der Saison bestreiten konnte, wurde Luyet Ende Saison zur Spielerin des Jahres in der Super League gewählt. Anfang Juni wurde bekanntgegeben, dass Luyet auf die Saison 2025/26 hin zur TSG 1899 Hoffenheim wechseln wird; sie unterschrieb einen Vertrag bis 2028.

### Nationalmannschaft
Luyet spielte in der U-16-, der U-17- und der U-19-Auswahl der Schweiz. Für die EM-Qualifikationsspiele gegen Ungarn wurde sie von Nationaltrainerin Pia Sundhage erstmals in das Kader der A-Nationalmannschaft berufen. Eigentlich sollte sie dabei nur mit dem Team trainieren, ein Aufgebot für die Spiele selbst war nicht vorgesehen. Aufgrund von Verletzungen anderer Spielerinnen stand sie dennoch im Aufgebot und kam im zweiten Spiel vom 4. Juni sogar zu einem 15-minütigen Teileinsatz. Im Juli desselben Jahres kam sie gegen die Türkei zu ihrem Startelf-Debüt. Sie bereitete dabei das 2:0 von Ana Maria Crnogorčević durch eine Balleroberung an der Mittellinie und einen präzisen Pass in die Tiefe direkt vor. In ihrem fünften Länderspiel erzielte sie ihr erstes Tor: Beim 2:1-Erfolg gegen Frankreich gelang ihr der entscheidende Treffer, der von den Medien als «Traumtor» bezeichnet wurde.

## Persönliches
Luyet besitzt durch ihre Mutter auch die japanische Staatsbürgerschaft. Sie besuchte neben dem Fussball ein Gymnasium mit Schwerpunktfach Wirtschaft und Recht, das sie im Sommer 2024 abschloss.

## Erfolge
- Schweizer Meisterschaft: 2025
- Cupfinal 2024 mit dem BSC Young Boys